# Charlotte (Texas)
Charlotte is een plaats (city) in de Amerikaanse staat Texas, en valt bestuurlijk gezien onder Atascosa County.

## Demografie
Bij de volkstelling in 2000 werd het aantal inwoners vastgesteld op 1637.
In 2006 is het aantal inwoners door het United States Census Bureau geschat op 1811, een stijging van 174 (10,6%).

## Geografie
Volgens het United States Census Bureau beslaat de plaats een oppervlakte van
5,1 km², geheel bestaande uit land. Charlotte ligt op ongeveer 165 m boven zeeniveau.

## Plaatsen in de nabije omgeving
De onderstaande figuur toont nabijgelegen plaatsen in een straal van 28 km rond Charlotte.